# Esperia (Latium)

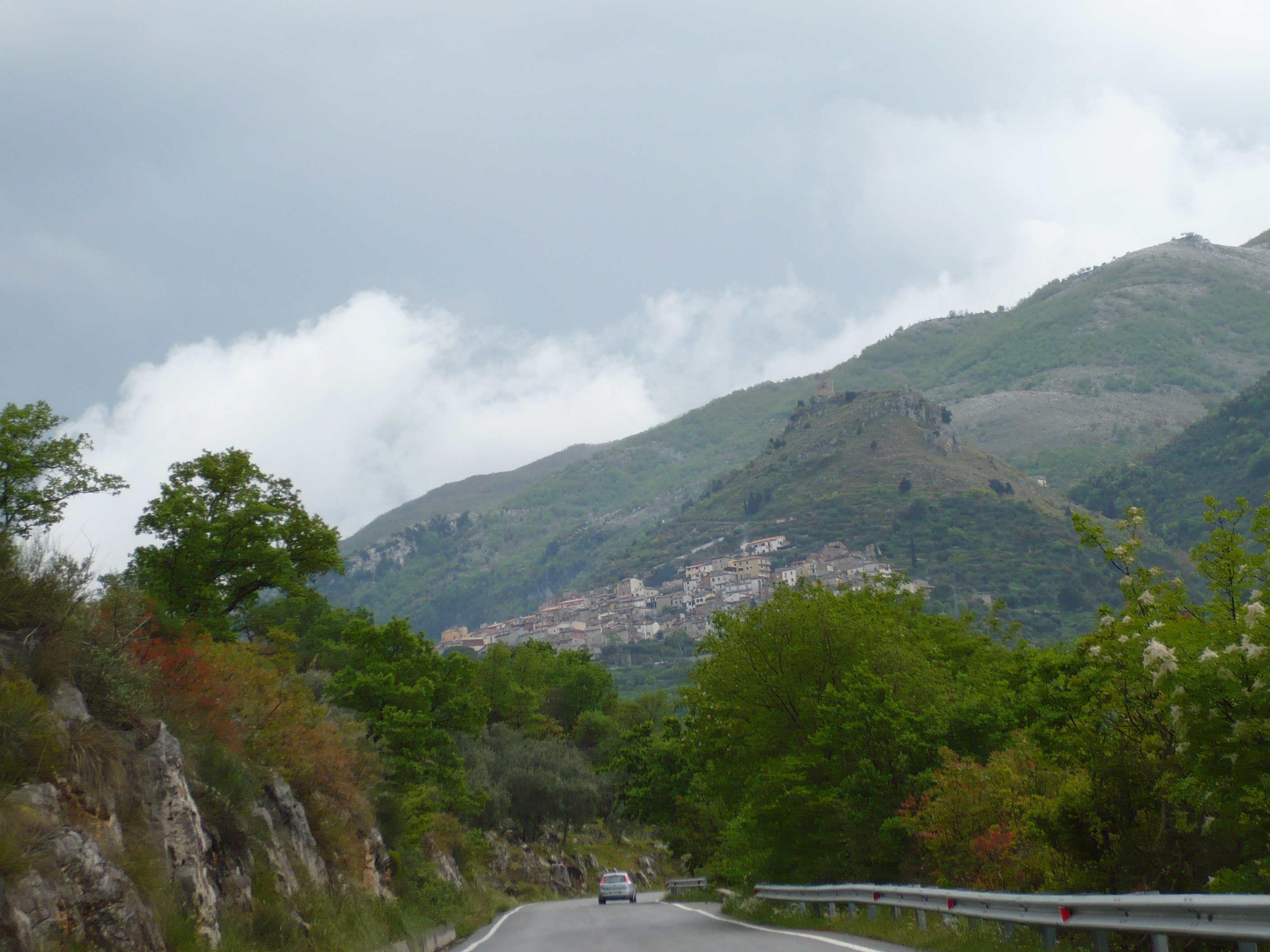
Esperia

Esperia ist eine Gemeinde in der Provinz Frosinone in der italienischen Region Latium mit 3573 Einwohnern (Stand 31. Dezember 2023). Sie liegt 130 km südöstlich von Rom und 50 km südöstlich von Frosinone.

## Geographie
Esperia liegt in den Monti Aurunci.
Es ist Mitglied der Comunità Montana L’Arco degli Aurunci.
Esperia besteht aus den Ortsteilen Badia di Esperia, Monticelli, Roccaguglielma (Esperia Superiore) und San Pietro in Curolis (Esperia Inferiore).
Die Nachbarorte sind Ausonia, Campodimele (LT), Castelnuovo Parano, Formia (LT), Itri (LT), Pignataro Interamna, Pontecorvo, San Giorgio a Liri und Spigno Saturnia (LT).

### Verkehr
Esperia liegt 20 km von der Autobahn A1 Autostrada del Sole, Ausfahrt Pontecorvo, entfernt.

## Geschichte
1867 schlossen sich die heutigen Ortsteile zur neuen Gemeinde Esperia zusammen.

## Bevölkerungsentwicklung
| Jahr      | 1861 | 1881 | 1901 | 1921 | 1936 | 1951 | 1971 | 1991 | 2001 | 2011 |
| Einwohner | 4323 | 5204 | 6105 | 6107 | 6352 | 6154 | 4698 | 4380 | 4131 | 3903 |

Quelle: ISTAT

## Politik
Giuseppe Moretti (PD) wurde im Mai 2006 zum Bürgermeister gewählt. Seine Mitte-links-Liste stellte damals mit 11 von 16 Sitzen die Mehrheit im Gemeinderat. Seit dem 6. Juni 2016 hat Giuseppe Villani das Bürgermeisteramt übernommen.

## Kulinarische Spezialitäten
In Esperia wird der Rotwein Cécubo produziert, der bereits von Horaz erwähnt wurde. Im August findet im Ortsteil Monticelli die Sagra del vino statt.
Der Marzolina di Esperia ist eine alte Schafskäsesorte, die in verschiedenen Reifegraden auf den Markt kommt.